# Calle del Conde Duque
La calle del Conde Duque es una vía pública de la ciudad española de Madrid, situada en el barrio de Universidad, distrito Centro.

## Descripción
La vía, que en el plano de Texeira figuraba con el nombre de «calle de San Juan Bautista», recuerda con el título actual que en el lugar tuvo su palacio el conde duque de Olivares. Discurre desde la plaza de Cristino Martos hasta la calle de Alberto Aguilera. Aparece descrita en Las calles de Madrid (1889) de Hilario Peñasco de la Puente y Carlos Cambronero con las siguientes palabras:

Conde Duque. Esta calle va desde la plaza de Afligidos al Paseo de Areneros. En el plano de Texeira se la llama de San Juan Bautista; en el de Espinosa tiene el nombre actual. En 1804 se vendió terreno para ensanchar el cuartel. Los antecedentes de construcciones particulares comienzan en 1796. El cuartel situado en esta calle sufrió un horroroso incendio en la noche del 6 de Marzo de 1869. En esta calle tuvo su palacio el conde duque de Olivares, ministro de Felipe IV. El cuartel del Conde Duque, antes llamado de Guardias de Corps, es un inmenso edificio sin otro detalle notable que la portada, calificada por algunos de una pelleja puesta á secar. Reinando Felipe V, año de 1720, dice una inscripción, y esto nos da la época en que se construyó, con arreglo á la traza facilitada por D. Pedro Ribera. En este edificio estaba acuartelado el regimiento de la Princesa, que el 1.º de Octubre de 1841 intentó penetrar en las habitaciones de Palacio, y en cuya defensa se distinguió el cuerpo de Guardias Alabarderos.
(Peñasco de la Puente y Cambronero, 1889, pp. 162-163)

Está en la calle el cuartel del Conde-Duque, erigido a comienzos del siglo XVIII.